# マデリーナ・グレイ (第16代グレイ女卿)
第16代グレイ女卿マデリーナ・グレイ（英語: Madelina Gray, 16th Lady Gray、1799年11月11日 – 1869年2月20日）は、スコットランド貴族。

## 生涯
第14代グレイ卿フランシス・グレイとメアリー・アン・ジョンストン（Mary Anne Johnstone、1858年12月31日没、ジェームズ・ジョンストンの娘）の娘として、1799年11月11日に生まれた。
1867年1月31日に兄ジョンが死去すると、グレイ女卿の爵位を継承した。
1869年2月20日にエディンバラで死去、生涯未婚だったため妹マーガレット（1802年12月10日 – 1822年4月24日）の娘マーガレットが爵位を継承した。